# Vasaloppet 1936
Vasaloppet 1936 avgjordes söndagen 1 mars 1936 mellan Sälen-Mora och var det 13:e Vasaloppet. Sven "Lima" Hansson vann på tiden 6:31:55.

## Loppet
Skidlöparna ville inte längre åka på vägar, de ville åka i terrängen. Spåret ändrades i Sälen och det var slut på vägåkandet där. Spåret svängde istället upp i en stigning som påminner om dagens. Starten gick vid Vasaloppsstenen dåvarande placering och sedan ned på älven.
23-årige skogsarbetaren Sven "Lima" Hansson från Lima segrade på tiden 6:31:55 och kranskullan hette Inga-Greta Landeck.

## Resultat
| Plac | Namn             | Klubb       | Tid     |
| ---- | ---------------- | ----------- | ------- |
| 1    | Sven Hansson     | Lima Ff     | 6:31:55 |
| 2    | Arthur Häggblad  | Ifk Umeå    | 6:32:23 |
| 3    | Otto Rehnman     | Vindelns If | 6:33:28 |
| 4    | Edvin Jansson    | Sälens If   | 6:34:43 |
| 5    | John Bonander    | Säters If   | 6:37:59 |
| 6    | Evert Svensson   | Loos If     | 6:41:11 |
| 7    | Valfrid Persson  | Lima If     | 6:42:43 |
| 8    | John Wikström    | Luleå Sk    | 6:44:11 |
| 9    | B Nils Andersson | Sollerö If  | 6:44:32 |
| 10   | H Andersson      | Sälens If   | 6:45:14 |